# Palpita eburnealis
Palpita eburnealis is een vlinder uit de familie van de grasmotten (Crambidae), uit de onderfamilie van de Spilomelinae. De wetenschappelijke naam van deze soort is voor het eerst voorgesteld als Margaronia eburnealis door Charles Swinhoe in een publicatie uit 1903.
De soort komt voor in Maleisië.